# Holocheila
Holocheila  é um gênero botânico da família Lamiaceae.

## Espécie
Holocheila longipedunculata

## Nome e referências
Holocheila (Kudo) S. Chow, 1962